# 2017-es WTCC német nagydíj
A 2017-es WTCC német nagydíj volt a 2017-es túraautó-világbajnokság negyedik fordulója. 2017. május 27-én rendezték meg a Nürburgring-Nordschleifen, Nürburgban.

## Időmérő
| Poz. | #  | Versenyző         | Csapat                          | Autó                    | Kat. | Idő      | Pont |
| ---- | -- | ----------------- | ------------------------------- | ----------------------- | ---- | -------- | ---- |
| 1    | 5  | Michelisz Norbert | Honda Racing Team JAS           | Honda Civic WTCC        |      | 8:38,072 | 5    |
| 2    | 63 | Nick Catsburg     | Polestar Cyan Racing            | Volvo S60 Polestar TC1  |      | 8:38,680 | 4    |
| 3    | 12 | Robert Huff       | ALL-INKL.COM Münnich Motorsport | Citroën C-Elysée WTCC   | WT   | 8:39,935 | 3    |
| 4    | 18 | Tiago Monteiro    | Honda Racing Team JAS           | Honda Civic WTCC        |      | 8:40,202 | 2    |
| 5    | 62 | Thed Björk        | Polestar Cyan Racing            | Volvo S60 Polestar TC1  |      | 8:40,996 | 1    |
| 6    | 3  | Tom Chilton       | Sébastien Loeb Racing           | Citroën C-Elysée WTCC   | WT   | 8:42,356 |      |
| 7    | 9  | Tom Coronel       | ROAL Motorsport                 | Chevrolet RML Cruze TC1 | WT   | 8:43,393 |      |
| 8    | 25 | Mehdi Bennani     | Sébastien Loeb Racing           | Citroën C-Elysée WTCC   | WT   | 8:43,533 |      |
| 9    | 86 | Esteban Guerrieri | Campos Racing                   | Chevrolet RML Cruze TC1 | WT   | 8:43,689 |      |
| 10   | 61 | Néstor Girolami   | Polestar Cyan Racing            | Volvo S60 Polestar TC1  |      | 8:44,630 |      |
| 11   | 34 | Micsigami Rjo     | Honda Racing Team JAS           | Honda Civic WTCC        |      | 8:45,845 |      |
| 12   | 68 | Yann Ehrlacher    | RC Motorsport                   | Lada Vesta              | WT   | 8:45,925 |      |
| 13   | 27 | John Filippi      | Sébastien Loeb Racing           | Citroën C-Elysée WTCC   | WT   | 8:46,002 |      |
| 14   | 24 | Kevin Gleason     | RC Motorsport                   | Lada Vesta              | WT   | 8:47,215 |      |
| 15   | 8  | Aurélien Panis    | Zengő Motorsport                | Honda Civic WTCC        | WT   | 8:51,012 |      |
| 16   | 99 | Nagy Dániel       | Zengő Motorsport                | Honda Civic WTCC        | WT   | 8:54,909 |      |

- WT - WTCC Trophy

## MAC 3
| Poz. | Gyártó | Autó                 | Idő      | Különbség | Pont |
| ---- | ------ | -------------------- | -------- | --------- | ---- |
| 1    | Volvo  | Polestar Cyan Racing | 9:01,992 |           | 12   |
| 2    | Honda  | Honda Civic WTCC     | 9ː21,570 | +19,578   | 8    |

## Első futam
| Poz. | #  | Versenyző         | Csapat                          | Autó                    | Kat. | Futott kör | Idő/Kiesés oka | Rajthely | Pont |
| ---- | -- | ----------------- | ------------------------------- | ----------------------- | ---- | ---------- | -------------- | -------- | ---- |
| 1    | 62 | Thed Björk        | Polestar Cyan Racing            | Volvo S60 WTCC          |      | 3          | 26ː24,961      | 6        | 25   |
| 2    | 25 | Mehdi Bennani     | Sébastien Loeb Racing           | Citroën C-Elysée WTCC   | WT   | 3          | +2,538         | 3        | 18   |
| 3    | 12 | Robert Huff       | ALL-INKL.COM Münnich Motorsport | Citroën C-Elysée WTCC   | WT   | 3          | +3,096         | 8        | 15   |
| 4    | 3  | Tom Chilton       | Sébastien Loeb Racing           | Citroën C-Elysée WTCC   | WT   | 3          | +3,732         | 5        | 12   |
| 5    | 86 | Esteban Guerrieri | Campos Racing                   | Chevrolet RML Cruze TC1 | WT   | 3          | +8,487         | 2        | 10   |
| 6    | 63 | Nick Catsburg     | Polestar Cyan Racing            | Volvo S60 WTCC          |      | 3          | +8,910         | 9        | 8    |
| 7    | 5  | Michelisz Norbert | Honda Racing Team JAS           | Honda Civic WTCC        |      | 3          | +16,496        | 10       | 6    |
| 8    | 9  | Tom Coronel       | ROAL Motorsport                 | Chevrolet RML Cruze TC1 | WT   | 3          | +16,796        | 4        | 4    |
| 9    | 68 | Yann Ehrlacher    | RC Motorsport                   | Lada Vesta WTCC         | WT   | 3          | +19,481        | 12       | 2    |
| 10   | 27 | John Filippi      | Sébastien Loeb Racing           | Citroën C-Elysée WTCC   | WT   | 3          | +22,889        | 13       | 1    |
| 11   | 34 | Micsigami Rjo     | Honda Racing Team JAS           | Honda Civic WTCC        |      | 3          | +23,380        | 11       |      |
| 12   | 24 | Kevin Gleason     | RC Motorsport                   | Lada Vesta WTCC         | WT   | 3          | +24,118        | 14       |      |
| 13   | 8  | Aurélien Panis    | Zengő Motorsport                | Honda Civic WTCC        | WT   | 3          | +34,158        | 15       |      |
| 14   | 99 | Nagy Dániel       | Zengő Motorsport                | Honda Civic WTCC        | WT   | 3          | +35,457        | 16       |      |
| 15   | 18 | Tiago Monteiro    | Honda Racing Team JAS           | Honda Civic WTCC        |      | 3          | +5:14,3        | 7        |      |
| Ki   | 61 | Néstor Girolami   | Polestar Cyan Racing            | Volvo S60 WTCC          |      | 2          | Defekt         | 1        |      |

- WT - WTCC Trophy

## Második futam
| Poz. | #  | Versenyző         | Csapat                          | Autó                    | Kat. | Futott kör | Idő/Kiesés oka | Rajthely | Pont |
| ---- | -- | ----------------- | ------------------------------- | ----------------------- | ---- | ---------- | -------------- | -------- | ---- |
| 1    | 63 | Nick Catsburg     | Polestar Cyan Racing            | Volvo S60 WTCC          |      | 3          | 26ː20,647      | 2        | 30   |
| 2    | 5  | Michelisz Norbert | Honda Racing Team JAS           | Honda Civic WTCC        |      | 3          | +3,065         | 1        | 23   |
| 3    | 12 | Robert Huff       | ALL-INKL.COM Münnich Motorsport | Citroën C-Elysée WTCC   | WT   | 3          | +3,401         | 3        | 19   |
| 4    | 62 | Thed Björk        | Polestar Cyan Racing            | Volvo S60 WTCC          |      | 3          | +4,167         | 5        | 16   |
| 5    | 3  | Tom Chilton       | Sébastien Loeb Racing           | Citroën C-Elysée WTCC   | WT   | 3          | +5,763         | 6        | 13   |
| 6    | 25 | Mehdi Bennani     | Sébastien Loeb Racing           | Citroën C-Elysée WTCC   | WT   | 3          | +11,239        | 8        | 10   |
| 7    | 9  | Tom Coronel       | ROAL Motorsport                 | Chevrolet RML Cruze TC1 | WT   | 3          | +14,614        | 7        | 7    |
| 8    | 86 | Esteban Guerrieri | Campos Racing                   | Chevrolet RML Cruze TC1 | WT   | 3          | +14,939        | 9        | 4    |
| 9    | 68 | Yann Ehrlacher    | RC Motorsport                   | Lada Vesta WTCC         | WT   | 3          | +20,540        | 11       | 2    |
| 10   | 27 | John Filippi      | Sébastien Loeb Racing           | Citroën C-Elysée WTCC   | WT   | 3          | +21,928        | 12       | 1    |
| 11   | 24 | Kevin Gleason     | RC Motorsport                   | Lada Vesta WTCC         | WT   | 3          | +24,245        | 13       |      |
| 12   | 8  | Aurélien Panis    | Zengő Motorsport                | Honda Civic WTCC        | WT   | 3          | +29,600        | 14       |      |
| 13   | 18 | Tiago Monteiro    | Honda Racing Team JAS           | Honda Civic WTCC        |      | 3          | +43,108        | boxutca  |      |
| Ki   | 99 | Nagy Dániel       | Zengő Motorsport                | Honda Civic WTCC        | WT   | 2          | Baleset        | 15       |      |
| Ki   | 34 | Micsigami Rjo     | Honda Racing Team JAS           | Honda Civic WTCC        |      | 0          |                | 10       |      |
| Ni   | 61 | Néstor Girolami   | Polestar Cyan Racing            | Volvo S60 WTCC          |      |            | Nem indult     |          |      |

- WT - WTCC Trophy